# جون هوتون
جون هوتون (بالإنجليزية: June Hutton)‏ هي مغنية وموسيقية أمريكية، ولدت في 11 أغسطس 1920 في شيكاغو في الولايات المتحدة، وتوفيت في 2 مايو 1973 في إنسينو ‏ في الولايات المتحدة.

## وصلات خارجية
- جون هوتون على موقع IMDb (الإنجليزية)
- جون هوتون على موقع ميوزك برينز (الإنجليزية)
- جون هوتون على موقع ديسكوغز (الإنجليزية)